# دریای بحران‌ها

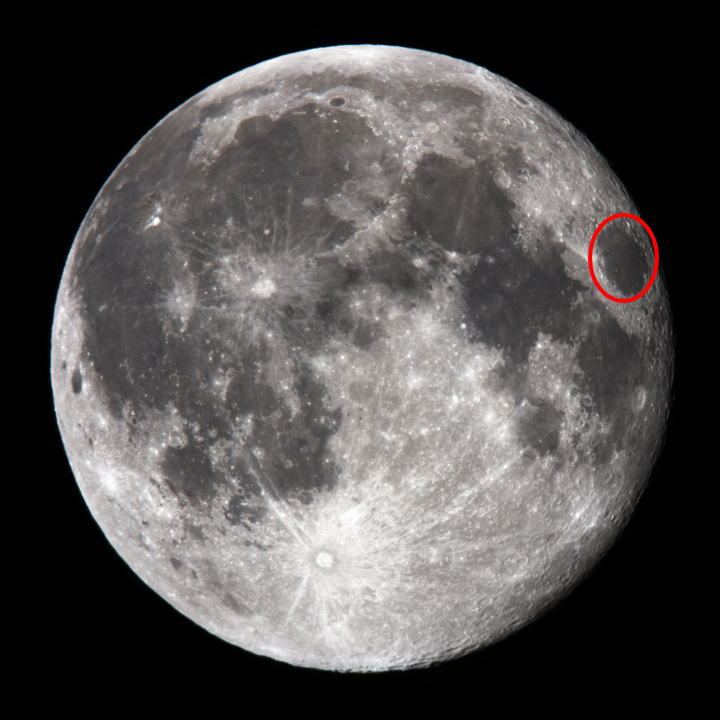
محل دریای بحران‌ها در کرهٔ ماه.

دریای بُحران‌ها (Mare Crisium) یکی از دریاوارهای کره ماه است.
این دریاوار یک منطقهٔ تاریک در شمال شرقی سمت پیدای ماه است که شکلی بیضی‌وار و اندازه‌ای در حدود اندازهٔ کشور ایرلند دارد.
این دریاوار در حوضهٔ بحران‌ها و در شمال شرقی دریای آسایش قرار گرفته‌است.
قطر این دریاوار ۶۰۵ کیلومتر و مساحت آن ۱۷۶٬۰۰۰ کیلومتر مربع است و پیمانهٔ خوبی برای حس کردن دیگر فاصله‌ها در کرهٔ ماه به‌شمار می‌آید.
عمر این دریاوار به دوره پیشا-رَگباری یعنی ۴٫۵۵ تا ۳٫۸۵ میلیارد سال پیش می‌رسد. این دریاوار زمانی درست شد که گدازه‌ها، سطح حوضهٔ بحران‌ها را می‌پوشاندند.
کف این دریاوار بسیار صاف و تخت است و حلقه‌ای از زمین‌های لبه‌دار فروریخته دور آن را احاطه کرده‌است.
در جنوب آن شماری دهانه مرده قرار دارد. دهانه‌های مرده به آن دسته از دهانه‌های برخوردی گفته می‌شود که در زیر نهشته‌ها و دیگر مواد دفن شده‌باشند.
تعدادی از عوارض جغرافیایی مهم ماه در اطراف دریای بحران‌ها قرار دارد. عارضهٔ دماغه‌مانندی که در جنوب شرقی این دریاوار بیرون زده دماغک آگار نام دارد. در نوارهٔ غربی دریاوار روگرفته‌ای به نام روگرفتهٔ یرکس وجود دارد. روگرفته‌ها دهانه‌ها و عوارضی هستند که گودال آن‌ها توسط گدازه‌های آتشفشانی پر شده و تنها نواره‌ای غبارآلود از محیط آن‌ها دیده می‌شود.
در شرق یرکس، دهانه پیکارد قرار دارد. در شمال خاوری دریای بحران‌ها نیز دریای مار دیده می‌شود.
دریای بحران‌ها محل سقوط فضاپیمای بدون سرنشین شوروی به نام لونا ۱۵ بود.

## نگارخانه

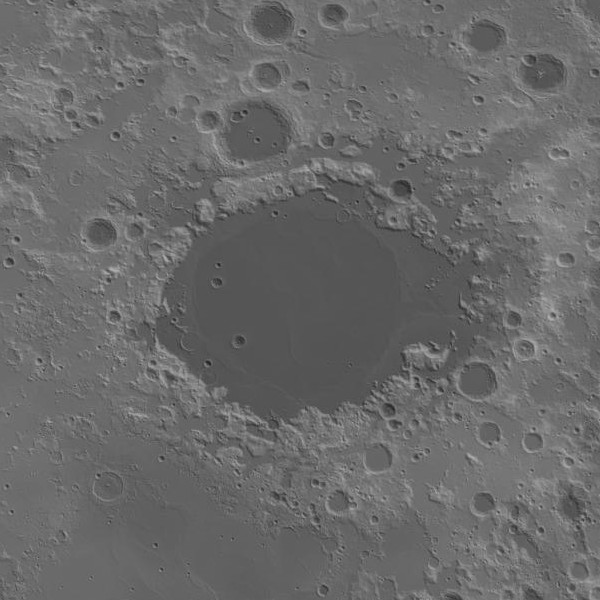
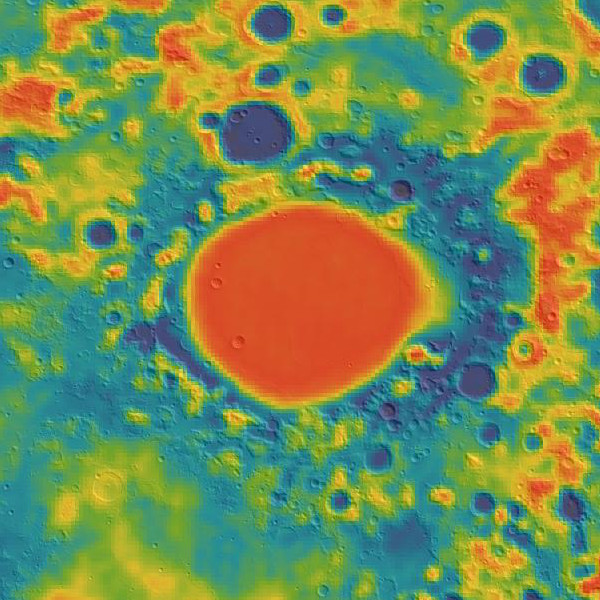